# Ахан (село)
Ахан (азерб. Əhən) — село, расположенное в Исмаиллинском районе Азербайджана, неподалёку от Лагича и Химрана.

## География
Находится на расстоянии 39 км к востоку от города Исмаиллы на юго-восточных склонах Кавказа, в горах Ниальского хребта, в 3 км от реки Гирдыманчай, на её левом  берегу. Расположена под горою Кабан-даги.

## Название
Топоним Ахан имеет татское происхождение.
В «Кавказском календаре» на 1856 год приводится название деревни буквами местного языка (ﺍﻫﻦ). В «Описание Ширванской провинции», составленном в 1820 году, Ахан упоминается под наименованием «Аганлы»; в «Обозрении русских владений за Кавказом» (1836) — «Агенлы». По русской дореволюционной орфографии его название обычно писалось как «Аганъ».

## История
В начале XIX века Ширванское ханство вошло в состав Российской империи. На его территории была образована Ширванская провинция. Среди магалов Ширванской области был Лагичский магал, куда входил Ахан. Некоторые сведения об Ахане имеются в «Описание Ширванской провинции», составленном в 1820 году. В нём сообщается о наличии 30 семейств, платящих подать и о том, что не платящими были один мулла и один кевха.
Селение относилось к Лагичскому магалу и во время существования Шемахинской губернии (1846—1859). В последующем губернские учреждения перенесли в Баку и губернию переименовали в Бакинскую. Ахан административно входил в состав то Шемахинского, то Геокчайского уездов.
Это была казённая деревня, о которой в литературе второй половины XIX века писалось: «выделывание железных сковород для хлебопечения». То же самое, в одном из своих сочинений (1850), писал русский финансист и экономист Ю. А. Гагейместер: «делание оружия и медной посуды — в селени Лаичь, железных сковород для хлебопечения — в селе Аганъ Лаического магала».
В конце XIX века Ахан составлял отдельное Аганское сельское общество, а в начале XX века Аганское общество включало два селения: Ахан и Химран.
После образования Азербайджанской ССР уездная система сохранилась. Ахан продолжал оставаться одним из селений Шемахинского уезда и был частью Лагичского сельского общества. Затем уездную систему заменили на окружную, а дальше — на районную. В 1931 году в составе Советского Азербайджана был образован Исмаиллинский район. Ахан вместе с тремя населёнными пунктами (Дуварян, Кодан и Химран) стал частью Аханского сельского Совета (сельсовета) данного района.
В 1979 году население села составляло 457 человек. Были развиты животноводство, садоводство, разведение зерновых. Функционировали восьмилетняя школа, клуб, библиотека, медицинский пункт.

## Население
На протяжении второй половины XIX — начала XX веков жители Ахана фиксировались либо как азербайджанцы, либо как таты. Также они упоминались как шииты; при этом расположенный к западу Лагич тоже в основном населяли шииты, но жители находящегося от Ахана к северу Химрана упоминались как сунниты. 

### XIX век
В «Описание Ширванской провинции», составленном в 1820 году, Аган назван «татарским селением» (азербайджанским селением). По сообщению «Обозрения русских владений за Кавказом», изданного в 1836 году, в Ахане было 39 домов. Согласно «Кавказскому календарю» на 1856 год в Ахане проживали «татары»-мусульмане (азербайджанцы-мусульмане).
По данным списков населённых мест Бакинской губернии от 1870 года, составленных по сведениям камерального описания губернии с 1859 по 1864 год, в селении имелось 90 дворов и 770 человек населения (422 мужчины и 358 женщин), являвшихся татами-шиитами. По сведениям 1873 года, опубликованным в изданном в 1879 году под редакцией Н. К. Зейдлица «Сборнике сведений о Кавказе», в
Ахане было уже 70 дворов и 541 житель (311 мужчин и 230 женщин), но на этот раз они фигурировали как «татары»-шииты (азербайджанцы-шииты). По данным 1874 года Аган населяло 463 человека.
Из материалов посемейных списков на 1886 год узнаём, что население Ахана составляло 692 человека (378 мужчин и 314 женщин; 75 дымов) и все таты-шииты. Те же материалы сообщают, что среди жителей 689 человек были крестьянами на казённой земле (313 женщин и 376 мужчин; 74 дыма) и трое представителями шиитского духовенства (одна женщина и двое мужчин). По результатам переписи 1897 года в Ахане проживало 634 человека (336 мужчин и 298 женщин) и все мусульмане по вероисповеданию.

### XX век
В «Кавказском календаре» на 1910 год сказано, что здесь за 1908 год было 972 жителя, преимущественно «татары» (азербайджанцы). По сведениям Списка населённых мест, относящегося к Бакинской губернии и изданного Бакинским губернским статистическим комитетом в 1911 году, в Ахане проживало 991 человек (491 мужчина и 500 женщин; 80 дымов) «татарской» (азербайджанской) национальности, среди которых 885 человек являлись поселянами на казённой земле (486 мужчин и 499 женщин; 79 дымов) и 6 человек представителями духовенства (5 мужчин и одна женщина; 1 дым); также здесь было 16 грамотных мужчин на местном языке.
Очередной «Кавказский календарь» на 1912 год показывает в селении уже 997 жителей, также «татар» (азербайджанцев). По следующим «Кавказским календарям» на 1915 и 1916 годы численность населения Ахана составляла 1055 человек, указанных как «татары» (азербайджанцы).
По Азербайджанской сельскохозяйственной переписи 1921 года Ахан населяло 510 человек (272 мужчины, из которых один грамотный; 238 женщин, из которых одна  грамотная), преимущественно таты, при этом 9 человек отсутствовало, из них четверо были в Красной армии. 
В 1928 году обследованием татов занимался советский иранист Б. В. Миллер. На основе сведений, полученных в Шемахе от лагичцев, он привёл перечень татских селений Шемахинского и Геокчайского районов. В их числе значился Ахан, который Б. В. Миллер записал латиницей как Əhən.
По материалам издания «Административное деление АССР», подготовленного в 1933 году Управлением народно-хозяйственным учётом Азербайджанской ССР (АзНХУ), по состоянию на 1 января 1933 года в Ахане было 644 человека коренного населения (то есть приписанного к данному селу), среди которых 262 мужчины и 382 женщины. В этих же материалах указано, что весь сельсовет, к которому принадлежал Ахан, на 100 % состоял из «тюрок» (азербайджанцев).

## Язык
Согласно «Кавказскому календарю» на 1856 год жители Ахана разговаривали между собой «на испорченном фарсицском и татарском» (то есть на татском и азербайджанском) языках.
До революции татским языком занимался русский этнограф и языковед, академик В. Ф. Миллер. Он работал с учеником Бакинского технического училища, уроженцем Лагича — Агабалой Джанбахшевым. По показаниям последнего в Ахане слышался тот же говор, что в Лагиче и других селениях Шемахинского (Химран, Намазджа, Гарсала) и Геокчайского (Джандуо, Дуворьюн, Чандувор, Даребабо, Быгыр, Улджудж, Воша, Мюдри, Джулиан и др.) уездов.